# Кушніренко Іван Кирилович
Кушніренко Іван Кирилович (нар. 1 січня 1947 р., станиця Чорнорєченська Псебайського району (нині Лабінський район) Краснодарського краю, РФ) — член Національної спілки журналістів України, письменник, краєзнавець.

## Біографія
Іван Кирилович Кушніренко, народився 1 січня 1947 року, у станиці Чорноріченській Псебайського району Краснодарського краю в сім'ї селян-українців, що свого часу втекли туди від голоду із Запорізької області.
Загальну середню освіту він отримав у Гуляйпільській середній школі-інтернаті (1965 р.). Пізніше (1970 р.) закінчив Запорізький державний педагогічний інститут (філфак, українське відділення), Львівський державний університет ім. І. Я. Франка (факультет журналістики, 1990 рік). Кілька років (1970—1976) Іван Кирилович викладав українську мову та літературу в Полтавській школі-інтернаті Гуляйпільського району. Вся ж подальша його професійна доля пов'язана з районною газетою «Голос Гуляйпілля» (до 1991 року — «Зоря комунізму»).
Треба сказати, що журналістика вабила І. Кушніренка з юнацьких літ, бо ще з 1965 року він співробітничав з районкою. Очоливши у 1991 році інформаційно-рекламний щотижневик «Голос Гуляйпілля», Іван Кирилович сповна віддався творчій праці журналіста. З-під пера головного редактора газети постійно з'являються репортажі, статті, замальовки, інтерв'ю про хліборобів, робітників, вчителів, працівників культури, ветеранів війни і праці, про земляків, які своїм невтомним самовідданим трудом, ратним подвигом на фронтах Другої світової війни прославляли і прославляють Гуляйпільський край. Певним підсумком багаторічної журналістської роботи Івана Кушніренка стала книга «Степовики» (історія газетним рядком), яка вийшла у 2010 році у видавництві «Дніпровський металург» (м. Запоріжжя). Відомий І. К. Кушніренко і як автор 11 художніх творів, в яких світло і трепетно описує неповторну красу степового краю, рідний куточок землі, де зріс, набрався сил і снаги. Йому належать оригінальні вірші, новели, повісті, видані окремими збірками («Жайворонки над степом», «У степу», «У степовій глибинці», «Запах прив'яленого літа», «Подарунок осені», «Співуча криниця», «Добрий знак», «Відгоріла зоря»), роман «Сиві жита», присвячений батькам тощо.
Глибока повага до своїх коренів, історичного минулого визначила на десятиліття іще один напрямок діяльності невгамовного Івана Кириловича — краєзнавство. Захопившись вивченням історії літературного руху на Гуляйпіллі у 1999 році, він вже не зміг зупинитись у дослідженнях минувшини багатої на події, талановитих і знаменитих людей своєї малої батьківщини. Разом з відомим місцевим краєзнавцем Володимиром Іллічем Жилинським І. Кушніренко підготував і видав понад 45 книг з історії Гуляйпільського району та 5 книг з іншими співавторами.

## Творчий доробок
- Історія Гуляйпільської медицини / І. Кушніренко. — Запоріжжя: Дніпров. металург, 2016. — 496 с.
- Гуляйпілля сільськогосподарське: (сторінки історії розвитку сіл. гоп-ва Гуляйпіл. р-ну Запоріз. обл.) / І. Кушніренко, В. Жилінський. — Запоріжжя: Дніпров. металург, 2016. — 763 с.
- Гуляйпільська прокуратура / Д. Семіголовський, І. Кушніренко ; Дмитро Семіголовський, Іван Кушніренко. — Запоріжжя: Дніпров. металург, 2016. — 128 с.
- Гуляйпільці — борці за Україну / І. К. Кушніренко, В. І. Жилінський. — Запоріжжя: Дніпров. металург, 2015. — 98 с.
- Гуляйпілля (1941—1943 рр.). Окупація / І. К. Кушніренко, В. І. Жилінський. — Запоріжжя: Дніпров. металург, 2015. — 112 с.
- На щедрій землі Мирненській / І. К. Кушніренко, В. І. Жилінський. — Запоріжжя: Дніпров. металург, 2015. — 194 с.
- Гуляйпільці воїни-інтернаціоналісти: гортаючи сторінки пам'яті… / І. К. Кушніренко, В. І. Жилінський. — Запоріжжя: Дніпров. металург, 2014. — 132 с. : фото.
- Освітянська зоря Михайла Фоменка: життя і творчість / І. К. Кушніренко. — Запоріжжя: Дніпров. металург, 2014. — 134 с.
- Гуляйпілля туристичне: путівник-довідник / І. К. Кушніренко, В. І. Жилінський. — Запоріжжя: Дніпров. металург, 2014. — 240 с.
- Гуляйпільське самоврядування: іст. аспект / І. К. Кушніренко, В. І. Жилінський. — Запоріжжя: Дніпров. металург, 2014. — 576 с.
- Нестор Махно: від анархізму до… республіки: дослідження махновщини / І. К. Кушніренко. — Запоріжжя: Дніпров. металург, 2013. — 230 с.
- Спортивна слава Гуляйпілля: матеріали з історії розвитку фізкультури і спорту в Гуляйпільському районі Запоріз. області / І. К. Кушніренко, В. І. Жилінський. — Запоріжжя: Дніпров. металург, 2013. — 668 с.
- Село у долинці: матеріали з історії населених пунктів та колиш. колгоспу ім. Кірова Долин. сільради Гуляйпіл. р-ну Запоріз. обл. / І. К. Кушніренко, В. І. Жилінський. — Запоріжжя: Дніпров. металург, 2013. — 364 с.
- Освіта Гуляйпільщини: іст. аспект. Ч. 2 / І. К. Кушніренко, В. І. Жилінський. — Запоріжжя: Дніпров. металург, 2012. — 724 с.
- Воздвижівські горизонти: сторінки історії Воздвижів. сільради і ЗАТ «Агронива» Гуляйпіл. р-ну Запоріз. обл. / І. К. Кушніренко, В. І. Жилінський. — Запоріжжя: Дніпров. металург, 2011. — 220 с.
- Степовики: історія газетним рядком / І. К. Кушніренко. — Запоріжжя: Дніпров. металург, 2010. — 612 с.
- Барон Микола Олександрович Корф. Одержимий з провінції: сторінки із книги життя / І. К. Кушніренко; В. І. Жилінський. — Запоріжжя: Дніпров. металург, 2010. — 224 с.
- Бібліотеки Гуляйпільщини: сторінки історії бібліотечної справи на Гуляйпільщині Запоріз. обл. / І. К. Кушніренко; В. І. Жилінський. — Запоріжжя: Дніпров. металург, 2010. — 296 с.
- І вічно тополі шумлять…: іст.-худож. дослідження / І. К. Кушніренко, В. І. Жилінський. — Запоріжжя: Дніпров. металург, 2008. — 260 с.
- Церкви Гуляйпільщини: [сторінки історії] / І. К. Кушніренко, В. І. Жилінський. — Запоріжжя: Дніпров. металург, 2007. — 148 с.
- Василь Діденко — поет, громадянин, редактор / І. К. Кушніренко, В. І. Жилінський. — Запоріжжя: Дніпров. металург, 2007. — 224 с.

## Відзнаки
За свою невтомну працю Іван Кирилович Кушніренко є членом Національної спілки журналістів України (1984) та відзначений численними нагородами, серед яких медалі «За заслуги перед Гуляйпільським краєм» (2004) і «За розвиток Запорізького краю» (2004, 2009).